# Milford (Utah)
Milford es una ciudad del condado de Beaver, estado de Utah, Estados Unidos. Según el censo de 2000 la población era de 1.451 habitantes.

## Geografía
Milford se encuentra en las coordenadas 38°23′41″N 113°0′50″O / 38.39472, -113.01389. Según la oficina del censo de Estados Unidos, la ciudad tiene una superficie total de 5,0 km². No tiene superficie cubierta de agua.